# Галка (видання)
Га́лка (Galka.if.ua, Галка.іф.уа) — інформаційно-пізнавальне та суспільно-політичне івано-франківське видання про місто, його жителів та їхнє життя.

## Історія
Видається з травня 2014 року в Івано-Франківську в паперовому та електронному вигляді. Редакція спочатку випускала газету, що рекламувала вебсайт і містила основні новини з нього (у той час друковане видання роздавали безплатно). Закріпившись на медіаринку, видання почало працювати й у соцмережах. Фінансування — коштом реклами.
У рейтингу найпопулярніших медіа про новини Івано-Франківської області, який склали фахівці контент-маркетингової платформи «PRNEWS.IO», видання «Galka.if.ua» посіло перше місце: на його сторінки 2023 року користувачі зайшли 7,2 млн разів.
Станом на 2024 рік медіагрупа налічує майже два десятки різноманітних сайтів, сторінок, груп та каналів у соцмережах.

## Сайти
«GALKA.IF.UA» — найпопулярніший новинний сайт Івано-Франківська згідно з даними рейтингу top.bigmir.net
У середньому щодня сайт відвідують понад 60 тисяч читачів, у місяць — близько 800 тисяч відвідувань.
«OGOGO.IF.UA» — неполітичний розважальний вебжурнал про життя, натхнення, відпочинок, моду та шопінг, кухню Івано-Франківська та світу.[джерело?]

## Щоденна газета «Галка.іф.уа»
Видається з 2014 року. Загальнотижневий наклад — 50 000 примірників. Формат — А3, обсяг — 4 сторінки.
Спецпроєкти: Під егідою видання Галка.іф.уа видаються спеціальні проєкти, зокрема «Людина року», «Підприємець року».[джерело?]